# DJ CELORY
DJ CELORY（ディージェイ・セロリ）は、日本の音楽プロデューサー、DJ。ヒップホップユニットSOUL SCREAMのメンバー。

## 略歴
1993年、高校時代に観た『ジュース』に影響を受け、DJを始める。
1994年、錦糸町のクラブ「Nude」で知り合ったHAB I SCREAM、E.G.G MAN等とヒップホップユニットSOUL SCREAMを結成する。
2003年、ソロとしては初のシングル『BONDS feat. MACCHO & TOKONA-X』を発売。
2004年、1stアルバム『BEAT JAPAN』を発売。1月にSHIBUYA NUTSで毎月第三土曜日にPARTY"BON-VOYAGE"を立ち上げる。
2008年、2ndアルバム『BEAUTIFUL TOMORROW』を発売。
2010年、ZEEBRA、DJ NOBU等とともに日本語ラップDJプロジェクト「KUROFUNE」を立ち上げる。
2013年 1月に渋谷のmicrocosmosでイベントスタートから変わらず第三土曜日にPARTY"BON-VOYAGE"が9周年を迎える。

## 人物
初めて聴いたラップミュージックは小学6年生のときに聴いたツー・ライヴ・クルーだった。
名前のセロリの由来は、名付けられた当時ほっそりして筋っぽく、頭がアフロヘアーだったので、彼がいたグループのフロントマンから命名されたのがきっかけである。
FC東京のホーム入場曲を提供したり、サッカー・コラム執筆するなど、熱狂的なサッカーファンとしても有名。
2017年よりテレビ朝日で放送されていた『フリースタイルダンジョン』の2代目DJを担当。

## ディスコグラフィ

### シングル
- 『BONDS feat. MACCHO & TOKONA-X』　（2003年7月16日）

### アルバム
- 『BEAT JAPAN』　（2004年4月28日）
- 『BEAUTIFUL TOMORROW』　（2008年1月16日）

### MIX CD
- 『Beats Legend』　（2004年9月8日）
- 『Beats Legend Vol. 2』　（2007年9月19日）
- 『BEATS LEGEND ～BOOGIE WONDERLAND～』　（2010年7月21日）
- 『WORLD CELO CUP 1994-2001』　（2015年3月25日）　2001年発売のカセットテープのCD再発。

#### BON-VOYAGE シリーズ
- 『BON-VOYAGE LOVERS -Sunshine Of Mind- MUSIC SELECTED AND MIXED BY MR.BEATS A.K.A. DJ CEROLY』　（2008年6月25日）
- 『BON-VOYAGE LOVERS -Smiley Groove- MUSIC SELECTED AND MIXED BY MR.BEATS A.K.A. DJ CEROLY』　（2009年4月29日）
- 『BON-VOYAGE LOVERS -Rainbow Vibes- MUSIC SELECTED AND MIXED BY MR.BEATS A.K.A. DJ CEROLY』　（2010年4月28日）
- 『Bon Voyage Life』　（2010年10月20日）
- 『BON-VOYAGE LOVERS -Winter Tempo- MUSIC SELECTED AND MIXED BY MR.BEATS A.K.A. DJ CEROLY』　（2010年11月10日）
- 『BON-VOYAGE LOVERS ~Evergreen Memories~』　（2011年11月29日）
- 『BON-VOYAGE LOVERS ~Relax Your Mind~』　（2011年12月28日）
- 『BON VOYAGE MELLOW ~Hawaiian Rhythm~』　（2012年7月25日）

他、インディーズ含め、多数。2013年現在、同名のタイトルPARTY、BON-VOYAGEが毎月第3土曜日に渋谷microcosmosで開催中。

### 楽曲提供
- V.A.『YMO REMIXES TECHNOPOLIS 2000-00』（2000年11月22日）
  - 4. 「Tong Poo (DJ Celory Remix)」
- ZEEBRA『The New Beginning』（2006年2月20日）
  - 2.「Street Dreams」

## メディア出演

### テレビ
- テレビ朝日『フリースタイルダンジョン』（2017年8月9日 - 2020年6月30日）[4][5]
- テレビ朝日『フリースタイルティーチャー』（2020年7月7日 - ）[6]